# Alfara del Patriarca
Alfara del Patriarca (en valencien et en castillan) est une commune d'Espagne de la province de Valence dans la Communauté valencienne. Elle est située dans la comarque de l'Horta Nord et dans la zone à prédominance linguistique valencienne.

## Patrimoine

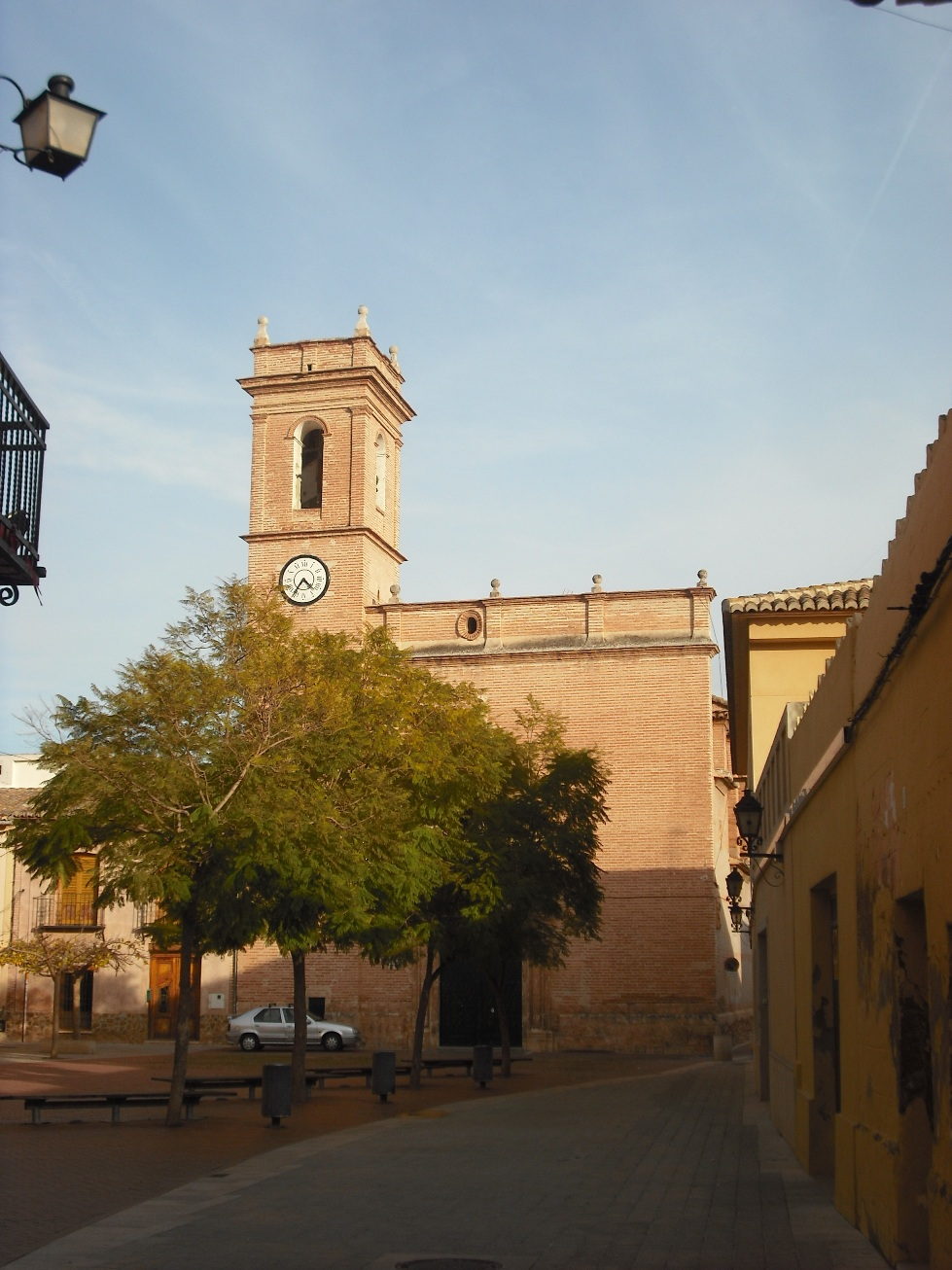
Église paroissiale d'Alfara del Patriarca.

## Géographie

Localisation d'Alfara del Patriarca
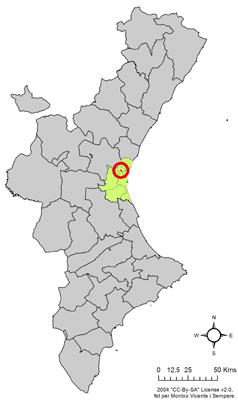
dans la Communauté valencienne.
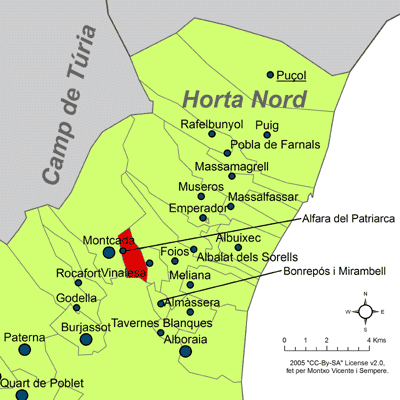
dans la comarque de l'Horta Nord.